# Snowshoe Mountain

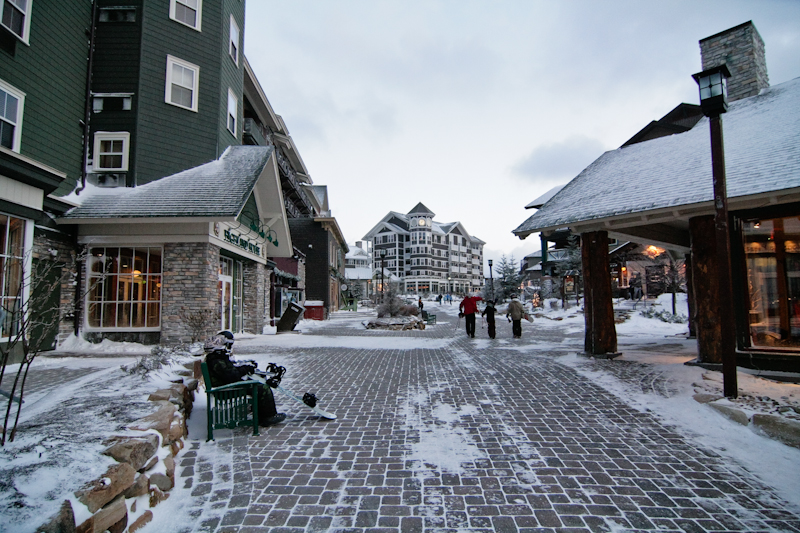
La station village de Snowshoe Mountain en 2009.

Snowshoe Mountain est une station de sports d'hiver dans l’est des États-Unis, située à Snowshoe (en) en Virginie-Occidentale.